# Роґово (Старгардський повіт)
Роґово (пол. Rogowo) — село в Польщі, у гміні Старґард Старгардського повіту Західнопоморського воєводства.
Населення — 120 осіб (2011).
У 1975-1998 роках село належало до Щецинського воєводства.

## Демографія
Демографічна структура станом на 31 березня 2011 року:
|          | Загалом | Допрацездатний вік | Працездатний вік | Постпрацездатний вік |
| -------- | ------- | ------------------ | ---------------- | -------------------- |
| Чоловіки | 63      | 18                 | 40               | 5                    |
| Жінки    | 57      | 15                 | 31               | 11                   |
| Разом    | 120     | 33                 | 71               | 16                   |